# Univers 06
Univers 06 est une anthologie de huit nouvelles de science-fiction publiées entre 1968 et 1976, sélectionnées par Jacques Sadoul.
L'anthologie est la sixième de la série Univers qui compte trente ouvrages. Elle ne correspond pas à un recueil qui serait déjà paru aux États-Unis ; il s'agit d'un recueil inédit de nouvelles, édité pour le public francophone.
L'anthologie a été publiée en septembre 1976 aux éditions J'ai lu dans la collection Science-fiction (no 695). L'image de couverture a été réalisée par Christopher Foss.

## Première partie: nouvelles

### Votre cœur haploïde
- Auteur : James Tiptree, Jr.
- Titre original : Your Haploid Heart.
- Première publication : Analog Science Fiction, septembre 1969.
  - Parution ultérieure en France dans Histoires de mondes étranges (1984) sous le titre Votre amour haploïde.
- Traduction : France-Marie Watkins.
- Situation dans l'anthologie : pages 8 à 49.
- Résumé : Les héros sont envoyés en ambassade sur une planète dont les habitants humains sont divisés en deux peuples : des « seigneurs » grands et lourds, et des êtres graciles, opprimés, en voie d'extermination. Prenant fait et cause pour ces derniers, ils réaliseront juste à temps qu'il s'agit en fait des deux faces d'une même pièce, d'une même espèce, un caprice de la génétique.
- Liens externes : 
  - Notice sur Noosfère
  - Notice sur iSFdb

### Le Dernier Spectre
- Auteur : Stephen Goldin.
- Titre original : The Last Ghost.
- Publication initiale aux États-Unis dans Protostars, 1971.
- Autre publication en France dans Histoires d'immortels (1984) sous le titre Le Dernier Fantôme.
- Traduction : Philippe R. Hupp.
- Situation dans l'anthologie : pages 50 à 57.
- Résumé : Les êtres humains ont accédé à la technologie permettant de transférer ses souvenirs sur support informatique. Une fois que cela est fait, l'Esprit peut accéder à un état supérieur de conscience. Une femme a fait ce choix. Elle rencontre un autre Esprit, qui lui indique qu'il est une sorte de « Passeur » : il est chargé d'indiquer aux nouveaux arrivants le moyen d'accéder à l'état supérieur de conscience. Mais il est seul, et très seul. Il a oublié son nom, son identité ; une chose reste ancrée en lui : il a envie. Envie de quoi ? Il ne le sait plus lui-même ; il a envie, c'est tout, une terrible « envie de », d'où une terrible frustration.
- Liens externes : 
  - Notice sur Noosfère
  - Notice sur iSFdb

### Les Planificateurs
- Auteur : Kate Wilhelm.
- Titre original : The Planners.
- Publication : 1968.
- Traduction : France-Marie Watkins.
- Situation dans l'anthologie : pages 58 à 76.
- Résumé :
- Liens externes : 
  - Notice sur Noosfère
  - Notice sur iSFdb

### Agéisme
- Auteur : Walter Fisher.
- Titre original : Ageism.
- Publication : 1975.
- Traduction : Philippe R. Hupp.
- Situation dans l'anthologie : pages 77 à 84.
- Résumé :
- Liens externes : 
  - Notice sur Noosfère
  - Notice sur iSFdb

### Pionniers
- Auteur : Pierre Pelot.
- Première publication dans cette anthologie.
- Situation dans l'anthologie : pages 85 à 94.
- Résumé :
- Liens externes : 
  - Notice sur Noosfère
  - Notice sur iSFdb

### Tout ce que nous avons sur cette planète
- Auteur : A. E. van Vogt.
- Titre original : All We Have on This Planet.
- Publication : octobre 1974.
- Traduction : France-Marie Watkins.
- Situation dans l'anthologie : pages 95 à 101.
- Résumé :
- Liens externes : 
  - Notice sur Noosfère
  - Notice sur iSFdb

### Effet secondaire
- Auteur : P. G. Wyal.
- Titre original : Side Effect.
- Publication : 1971.
- Traduction : Philippe R. Hupp.
- Situation dans l'anthologie : pages 102 à 137.
- Résumé :
- Liens externes : 
  - Notice sur Noosfère
  - Notice sur iSFdb

### Sepuku sepuku sepuku…
- Auteur : Daniel Walther.
- Première publication dans cette anthologie.
- Situation dans l'anthologie : pages 138 à 157.
- Résumé :
- Liens externes : 
  - Notice sur Noosfère
  - Notice sur iSFdb

## Partie thématique et encyclopédique

### Éditorial et introduction
- Éditorial par Jacques Sadoul, page 5.
- Introduction : « Cinq colonnes à la Lune » par Yves Frémion, pages 6-7.

### Entretien
- Entretien avec Robert Sheckley : « Sheckley le candide » par Stan Barets, pages 166 à 173.

### Articles
- Article : « Axolotl » par Philippe Caza, pages 158 à 165.
- Article : « La Science-fiction à l'école » par Michel Cosem, pages 174 à 182.